# Sue Gardner
Sue Gardner (Bridgetown, 11 de maio de 1967) é uma jornalista canadense. 
Foi diretora executiva da Wikimedia Foundation em San Francisco, de dezembro de 2007 até maio de 2014. Antes, Sue havia trabalhado no website e no canal online da Canadian Broadcasting Corporation. Em 2012, foi apontada pela revista Forbes como a septuagésima mulher mais poderosa do mundo. Em maio de 2015, o Projeto Tor anunciou que ela trabalhará para a elaboração de um plano de longo prazo para a organização.